# Gabriel Villamíl
Gabriel Villamíl, né le 28 juin 2001 à La Paz en Bolivie, est un footballeur international bolivien qui évolue au poste de milieu central au LDU Quito.

## Biographie

### En club
Né à La Paz au Bolivie, Gabriel Villamíl est formé par le Club Bolívar. C'est avec ce club qu'il fait ses débuts en professionnel, jouant son premier match le 11 décembre 2020, face au CD Guabirá, en championnat. Il entre en jeu et son équipe s'impose par cinq buts à zéro ce jour-là.
Le 16 mars 2021, Villamíl joue son premier match de Copa Libertadores, face aux uruguayens du Montevideo Wanderers. Il entre en jeu et son équipe l'emporte par cinq buts à zéro. Le 16 août 2021, Villamíl inscrit son premier but en professionnel face au Royal Pari FC, en championnat. Titulaire, il ouvre le score et les deux équipes se neutralisent (1-1 score final).
Le 13 janvier 2024, Gabriel Villamíl rejoint le club équatorien du LDU Quito sous la forme d'un prêt d'une saison avec option d'achat.

### En sélection
Gabriel Villamíl honore sa première sélection avec l'équipe nationale de Bolivie le 9 septembre 2021 contre l'Argentine. Il entre en jeu et son équipe s'incline par trois buts à zéro,.

## Statistiques

### En sélection nationale
| Saison                | Sélection             | Phases finales        | Phases finales | Phases finales | Phases finales | Éliminatoires CDM | Éliminatoires CDM | Éliminatoires CDM | Matchs amicaux | Matchs amicaux | Matchs amicaux | Total | Total | Total |
| Saison                | Sélection             | Compétition           | M              | B              | Pd             | M                 | B                 | Pd                | M              | B              | Pd             | M     | B     | Pd    |
| --------------------- | --------------------- | --------------------- | -------------- | -------------- | -------------- | ----------------- | ----------------- | ----------------- | -------------- | -------------- | -------------- | ----- | ----- | ----- |
| 2021-2022             | Bolivie               | -                     | -              | -              | -              | 3                 | 0                 | 0                 | -              | -              | -              | 3     | 0     | 0     |
| 2022-2023             | Bolivie               | -                     | -              | -              | -              | -                 | -                 | -                 | 6              | 0              | 0              | 6     | 0     | 0     |
| 2023-2024             | Bolivie               | Copa América 2024     | 3              | 0              | 0              | 4                 | 0                 | 1                 | 4              | 0              | 0              | 11    | 0     | 1     |
| 2024-2025             | Bolivie               | -                     | -              | -              | -              | 0                 | 0                 | 0                 | -              | -              | -              | 0     | 0     | 0     |
| Total sur la carrière | Total sur la carrière | Total sur la carrière | 3              | 0              | 0              | 7                 | 0                 | 1                 | 10             | 0              | 0              | 20    | 0     | 1     |